# Euchromia folletii
Euchromia folletii is een vlinder uit de familie spinneruilen (Erebidae), onderfamilie beervlinders (Arctiinae). De wetenschappelijke naam van de soort is voor het eerst geldig gepubliceerd in 1832 door Guérin-Méneville.
Deze nachtvlinder komt voor in tropisch Afrika.